# Gałąźnia Mała
Gałąźnia Mała (kaszub. Môłô Gałązniô) – wieś w Polsce położona w województwie pomorskim, w powiecie bytowskim, w gminie Kołczygłowy nad Słupią na obszarze Parku Krajobrazowego Dolina Słupi.
W latach 1975–1998 miejscowość administracyjnie należała do województwa słupskiego.
Zabytki wsi: murowany dwór z 2 poł. XVIII w. (przebudowany w XIX w. z dobudową alkierzy) w otoczeniu parku podworskiego z okazami świerków, daglezji i dwoma pomnikowymi dębami oraz neoromańska kaplica z 1857 r.

## Elektrownia Gałąźnia Mała
Na rzece Słupi działa elektrownia wodna - jedna z najstarszych w tej części Europy i największa z pięciu elektrowni wodnych na Słupi. Projekt budowy powstał już w 1889 r., a pierwszy etap budowy zrealizowano w latach 1912-1914. Ze względu na I wojnę światową budowę zakończono dopiero w latach 1920-1924 r. Wówczas była to największa elektrownia wodna w środkowej i północnej Europie, a zastosowane w niej rozwiązania techniczne uznawane były za wzorcowe. W elektrowni pracuje pięć turbin Francisa i pięć generatorów prądu niemieckiej firmy Gotha o łącznej mocy 3,5 MW. Woda na turbiny w ilości 12 m³/s dostarczana jest dwoma rurociągami, żelbetowym i stalowym, o średnicy 190 cm i długości 668 m, z wysokości 36 m.
Obiekty elektrowni, zarówno z uwagi na rozwiązania techniczne, zachowane urządzenia, architekturę budynku głównego (ma kształt zameczku z narożną wieżyczką) jak i piękno otaczającego ją krajobrazu, są unikalne na skalę europejską. W budynku elektrowni, należącej obecnie do spółki ENERGA Wytwarzanie SA, zorganizowana została "Sala historii słupskich elektrowni wodnych" z unikalną ekspozycją historycznych już dziś urządzeń,fotografii i dokumentów dotyczących dawnej hydroenergetyki.